# Diocesi di Székesfehérvár

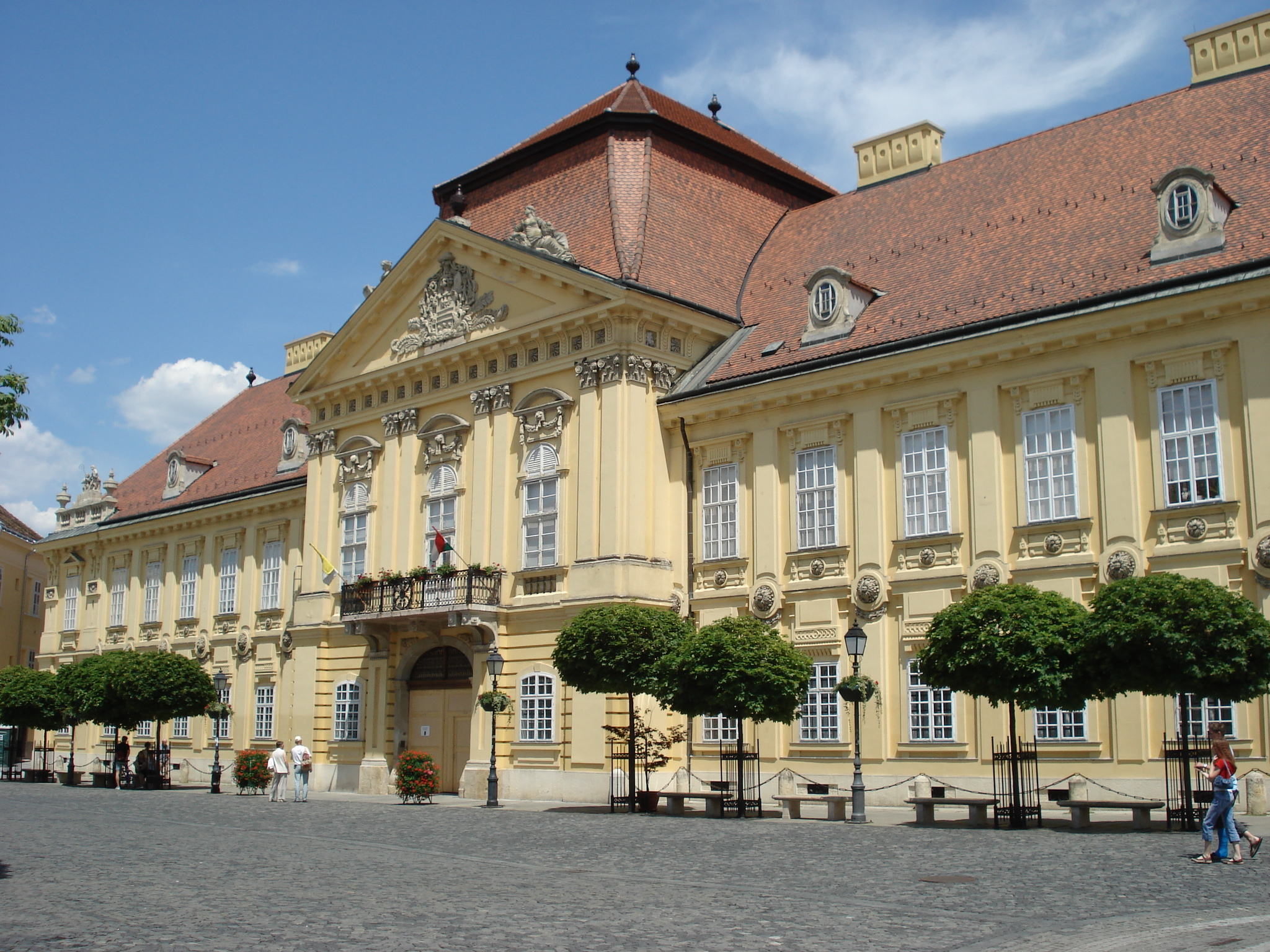
Il palazzo vescovile di Székesfehérvár.

La diocesi di Székesfehérvár (in latino: Dioecesis Albae Regalensis) è una sede della Chiesa cattolica in Ungheria suffraganea dell'arcidiocesi di Esztergom-Budapest. Nel 2022 contava 404.000 battezzati su 800.000 abitanti. È retta dal vescovo Antal Spányi.

## Territorio
La diocesi comprende la contea di Fejér in Ungheria.
Sede vescovile è la città di Székesfehérvár, dove si trova la cattedrale di Santo Stefano.
Il territorio è suddiviso in 149 parrocchie.

## Storia
La diocesi è stata eretta il 17 giugno 1777 con la bolla In universa gregis di papa Pio VI, ricavandone il territorio dalle diocesi di Veszprém (oggi arcidiocesi) e di Győr.
Il vescovo Vince Jekelfalussy fu il primo vescovo ungherese a pubblicare il dogma dell'infallibilità papale sancito dal Concilio Vaticano I senza domandare prima il consenso del re (placet regium) e fu rimproverato dalle autorità.

## Cronotassi dei vescovi
Si omettono i periodi di sede vacante non superiori ai 2 anni o non storicamente accertati.
- Ignác Nagy de Sellye † (23 giugno 1777 - 5 novembre 1789 deceduto)
- Miklós Milassin, O.F.M. † (21 giugno 1790 - 2 luglio 1811 deceduto)
  - Sede vacante (1811-1816)
- József Vurum † (23 settembre 1816 - 19 aprile 1822 nominato vescovo di Gran Varadino)
- József Kopácsy † (19 aprile 1822 - 27 giugno 1825 nominato vescovo di Veszprém)
  - Sede vacante (1825-1828)
- Pál Mátyás Szutsits † (29 gennaio 1828 - 28 marzo 1831 nominato vescovo di Bosnia e di Sirmio)
- János Horváth † (30 settembre 1831 - 16 gennaio 1835 deceduto)
  - Sede vacante (1835-1837)
- László Barkóczy † (19 maggio 1837 - 13 dicembre 1847 deceduto)
  - Sede vacante (1847-1851)
  - Antal Karner † (25 giugno 1848 - 27 ottobre 1849 nominato vescovo di Győr) (non confermato)
- Imre Farkas † (5 settembre 1851 - 5 gennaio 1866 deceduto)
- Vince Jekelfalussy † (22 febbraio 1867 - 15 maggio 1874 deceduto)
- Nándor Dulánszki † (17 settembre 1875 - 25 giugno 1877 nominato vescovo di Pécs)
- János Pauer † (28 febbraio 1879 - 15 maggio 1889 deceduto)
- Fülöp Steiner † (26 giugno 1890 - 11 agosto 1900 deceduto)
- Gyula Városy † (16 dicembre 1901 - 11 dicembre 1905 nominato arcivescovo di Kalocsa)
- Ottokár Prohászka † (11 dicembre 1905 - 2 aprile 1927 deceduto)
- Lajos Shvoy † (20 giugno 1927 - 2 gennaio 1968 deceduto)
  - Sede vacante (1968-1974)
- Imre Kisberk † (2 febbraio 1974 - 5 aprile 1982 dimesso)
- Gyula Szakos † (5 aprile 1982 - 13 settembre 1991 ritirato)
- Jusztin Nándor Takács, O.C.D. † (13 settembre 1991 succeduto - 4 aprile 2003 ritirato)
- Antal Spányi, dal 4 aprile 2003

## Statistiche
La diocesi nel 2022 su una popolazione di 800.000 persone contava 404.000 battezzati, corrispondenti al 50,5% del totale.
| anno | popolazione | popolazione | popolazione | presbiteri | presbiteri | presbiteri | presbiteri                | diaconi | religiosi | religiosi | parrocchie |
| anno | battezzati  | totale      | %           | numero     | secolari   | regolari   | battezzati per presbitero | diaconi | uomini    | donne     | parrocchie |
| ---- | ----------- | ----------- | ----------- | ---------- | ---------- | ---------- | ------------------------- | ------- | --------- | --------- | ---------- |
| 1970 | 380.685     | ?           | ?           | 209        | 209        |            | 1.821                     |         |           |           | 138        |
| 1980 | 464.959     | 736.000     | 63,2        | 258        | 258        |            | 1.802                     |         |           |           | 162        |
| 1990 | 461.000     | 736.000     | 62,6        | 173        | 173        |            | 2.664                     |         |           |           | 163        |
| 1999 | 494.108     | 750.000     | 65,9        | 119        | 110        | 9          | 4.152                     | 4       | 9         | 46        | 144        |
| 2000 | 491.803     | 740.000     | 66,5        | 113        | 106        | 7          | 4.352                     | 5       | 7         | 46        | 144        |
| 2001 | 490.289     | 735.000     | 66,7        | 107        | 100        | 7          | 4.582                     | 5       | 7         | 50        | 144        |
| 2002 | 489.048     | 730.000     | 67,0        | 104        | 97         | 7          | 4.702                     | 6       | 7         | 50        | 144        |
| 2003 | 437.058     | 760.448     | 57,5        | 102        | 95         | 7          | 4.284                     | 6       | 7         | 50        | 144        |
| 2004 | 435.700     | 858.700     | 50,7        | 105        | 98         | 7          | 4.149                     | 6       | 7         | 42        | 144        |
| 2010 | 422.656     | 840.656     | 50,3        | 86         | 79         | 7          | 4.914                     | 11      | 9         | 120       | 149        |
| 2014 | 413.000     | 825.000     | 50,1        | 85         | 76         | 9          | 4.858                     | 9       | 9         | 103       | 149        |
| 2017 | 405.000     | 810.000     | 50,0        | 86         | 78         | 8          | 4.709                     | 10      | 18        | 104       | 149        |
| 2020 | 407.000     | 814.000     | 50,0        | 76         | 70         | 6          | 5.355                     | 6       | 8         | 75        | 149        |
| 2022 | 404.000     | 800.000     | 50,5        | 77         | 69         | 8          | 5.246                     | 6       | 11        | 77        | 149        |